# Столпов
Столпов (укр. Стовпів) — село на Украине, находится в Чудновском районе Житомирской области.
Код КОАТУУ — 1825887701. Население по переписи 2001 года составляет 791 человек. Почтовый индекс — 13222. Телефонный код — 4139. Занимает площадь 2,627 км².

## История
До 1917 года в Столпове жил пан (помещик). В селе сохранилось его имение, в котором сейчас находится восьмилетняя школа. На месте второго имения практически ничего не сохранилось. По некоторым данным, там остались подвальные помещения, которые впоследствии были засыпаны.
Ранее в селе существовал колхоз. Детский сад после закрытия колхоза ликвидирован. Клуб сгорел (частично восстановлен).

## Инфраструктура
В селе функционируют школа, 3 магазина, почта, библиотека и медпункт (ФАП).

## Адрес местного совета
13214, Житомирская область, Чудновский р-н, с. Столпов, ул. Шевченко, 27-в.